# جان غارنييه
جان غارنييه (بالفرنسية: Jean Garnier)‏ هو عالم عقيدة ومؤرخ المسيحية ومؤرخ وسياسي فرنسي، ولد في 11 نوفمبر 1612 في باريس في فرنسا، وتوفي في 26 نوفمبر 1681 في بولونيا في إيطاليا.